# Panopticon (Band)
Panopticon ist eine US-amerikanische Metalband.

## Geschichte
Die Band wurde 2007 von Austin L. Lunn alias A. Lundr als Soloprojekt ins Leben gerufen. Auf den Alben wirkten regelmäßig Gastmusiker mit. Derzeit ist das Projekt beim Label Bindrune Recordings unter Vertrag.

## Stil

### Musik
Die ersten Veröffentlichungen waren von Bands wie Wolves in the Throne Room, Weakling und Skagos beeinflusst und kombinierten Elemente des Black Metal und Post-Rock. „Panopticon‟s music … is a crazy swirl of different elements, assembled roughly into an album of undoubted power.“
Typisch sind melodische Riffs und „wilde“, aber präzise Drums. Die Grundstimmung der Split-12" mit Vestiges wurde als melancholisch beschrieben.
Auf der LP Kentucky verwendete Lunn außerdem im Country-Stil gespielte akustische Gitarren und klaren Gesang, so beginnt das Album mit einem Intro aus Bluegrass, welcher erst in schnellem Black Metal und später Alcest-artigem Post-Metal mündet.
Die Band verzichtet bei ihren Produktionen auf digitale Effektgeräte, sämtliche Spuren werden analog eingespielt.

### Texte
Die Band vertritt offen linke politische Ansichten, was auch in den Texten erkennbar ist. In den Liner Notes von Collapse findet sich das Statement: „the basic premise behind Collapse is destruction and rebirth… [it] documents a fictional uprising and revolution in the wake of economic strife, military occupation and totalitarianism“
Explizit beschäftigt sich das Album Kentucky mit den Folgen des Kohleabbaus im Mittleren Westen auf die Umwelt. So wurden die Lieder auf Kentucky als „Black-Metal-Protestsongs“ bezeichnet:

„A small point, but symptomatic of something more fundamental. Panopticon’s albums become ever -more explicitly political, to the extent that this record might be appropriately described as a set of black metal protest songs“

## Diskografie

### Studioalben
- 2008: Panopticon (CD; Pagan Flames Productions)
- 2009: Collapse (CD/2xLP; Pagan Flames Productions) LP-Veröffentlichung über Flenser Records.
- 2011: Social Disservices (CD/2xLP; Flenser Records)
- 2012: Kentucky (CD/2xLP; Handmade Birds / Pagan Flames Productions)
- 2014: Roads to the North (CD/2xLP; Bindrune Recordings) LP-Veröffentlichung über Nordvis Produktion.
- 2015: Autumn Eternal (CD/2xLP/MP3; Bindrune Recordings) LP-Veröffentlichung über Nordvis Produktion.
- 2018: The Scars of Man on the Once Nameless Wilderness Part I (CD/2xLP; Nordvis Produktion)
- 2018: The Scars of Man on the Once Nameless Wilderness Part II (CD/2xLP; Nordvis Produktion)
- 2021: ... And Again Into the Light (Bindrune Recordings)
- 2023: The Rime of Memory (Bindrune Recordings)

### EPs
- 2019: The Crescendo of Dusk (FLAC; Eigenvertrieb)

### Splits
- 2009: Panopticon / Lake of Blood mit Lake of Blood (CDR; Lundr Records)
- 2009: It’s Later Than You Think mit Wheels Within Wheels (CDR; Lundr Records)
- 2010: On The Subject Of Mortality Part 1 mit When Bitter Spring Sleeps (CD; Pagan Flames Productions)
- 2010: On The Subject Of Mortality II mit Skagos (CD; Flenser Records)
- 2011: II mit Wheels Within Wheels (CD; Pagan Flames Productions)
- 2013: Vestiges / Panopticon mit Vestiges (LP; Flenser Records)
- 2014: Brotherhood mit Falls of Rauros (12"; Bindrune Recordings)
- 2016: Traumschänder / Håkan’s Song mit Waldgeflüster (CD/LP; Nordvis Produktion, Bindrune Recordings)

### Singles
- 2008: La passione de Sacco & Vanzetti (MP3; Eigenvertrieb)
- 2017: Sheep In Wolves’ Clothing (7"; Decibel Flexi Series)

### Kompilationen
- 2010: On the Subject of Mortality (2×12"/LP; Flenser Records) LP-Veröffentlichung über Bindrune Recordings 2018.
- 2016: Revisions Of The Past (2xCD/2xLP; Bindrune Recordings) Europa-Vertrieb über Nordvis Produktion.
- 2018: The Scars Of Man On The Once Nameless Wilderness I And II (2xCD/4xLP; Bindrune Recordings) Europa-Vertrieb über Nordvis Produktion.